# L.A. Baby (Where Dreams Are Made Of)
L.A. Baby (Where Dreams Are Made Of) è un brano del gruppo pop rock Jonas Brothers, inciso nel 2010 e contenuto nell'album Jonas L.A.
È il primo singolo estratto dall'album come anticipazione dell'omonima serie televisiva Jonas L.A. trasmessa su Disney Channel.
Il pezzo presenta due diverse tendenze stilistiche: nel ritornello è molto vicino al rock metropolitano con alcune influenze pop, mentre nelle strofe è tipicamente di genere pop rock.
Nella serie televisiva viene suonato nella prima puntata, durante il giro turistico per Los Angeles di Stella e Macy, amiche dei Jonas. Le scene in cui viene eseguito diventeranno il videoclip ufficiale del pezzo.